# Vilatortella
La Vilatortella és un edifici de Sant Bartomeu del Grau (Osona) inclòs a l'Inventari del Patrimoni Arquitectònic de Catalunya.

## Descripció
Es tracta d'un edifici de dos pisos amb planta rectangular i teulat a doble vessant lateral amb relació a la porta d'entrada. La façana principal de la casa està tapada per un cos avançat amb dos arcs a la part baixa. La porta d'entrada a la casa queda, doncs, a l'interior. És una arcada amb dovelles. Les obertures de la primera façana tenen totes llindes de pedra mentre que les del cos avançat, d'època posterior, són de fusta. Part de la casa està enderrocada.

## Història
Tot i que no hi ha cap estudi determinant, el nom de Vilatortells ha fet atribuir-li un origen romà. El que sí que és cert és que el lloc ha estat ocupat durant molts anys, com demostra el descobriment d'un cementiri de lloses a no gaires metres de la casa.